# Brachychira lunuligera
Brachychira lunuligera is een vlinder uit de familie van de tandvlinders (Notodontidae). De wetenschappelijke naam van de soort is voor het eerst geldig gepubliceerd in 1954 door Kiriakoff.